# Volta mais rápida
No automobilismo, a volta mais rápida é a volta mais rápida feita durante uma corrida. Algumas séries, como o descontinuado A1 Grand Prix e a atual série de Fórmula 2, premiam pontos de bônus ao piloto/equipe com a volta mais rápida. Na Fórmula 1, onde os pilotos desde 2019 recebem um ponto pela volta mais rápida, Michael Schumacher detém o recorde atual de voltas mais rápidas com 77. A partir da temporada da Fórmula 1 de 2025, o ponto de volta mais rápida não vai ser concedido a algum piloto.
Na corrida de Moto Grand Prix, nenhum ponto é premiado para a volta mais rápida. Giacomo Agostini detém o recorde atual de voltas mais rápidas com 117.

## Pilotos de Fórmula 1 com mais voltas mais rápidas
| Pos. | Piloto             | Voltas mais rápidas |
| ---- | ------------------ | ------------------- |
| 1    | Michael Schumacher | 77                  |
| 2    | Kimi Räikkönen     | 46                  |
| 3    | Alain Prost        | 41                  |
| 4    | Lewis Hamilton     | 37                  |
| 5    | Nigel Mansell      | 30                  |
| 6    | Jim Clark          | 28                  |
| 7    | Mika Häkkinen      | 25                  |
| 7    | Niki Lauda         | 24                  |
| 7    | Sebastian Vettel   | 24                  |
| 8    | Juan Manuel Fangio | 23                  |
| 8    | Nelson Piquet      | 23                  |

Os pilotos em negrito competem atualmente na categoria.

## Pilotos de Moto Grand Prix com mais voltas mais rápidas
| Pos. | Piloto           | Voltas mais rápidas |
| ---- | ---------------- | ------------------- |
| 1    | Giacomo Agostini | 117                 |
| 2    | Valentino Rossi  | 92                  |
| 3    | Ángel Nieto      | 81                  |
| 4    | Mike Hailwood    | 79                  |
| 5    | Dani Pedrosa     | 61                  |
| 6    | Michael Doohan   | 46                  |
| 7    | Marc Márquez     | 45                  |
| 8    | Max Biaggi       | 42                  |
| 9    | Phil Read        | 36                  |
| 10   | Jim Redman       | 35                  |

Os pilotos em negrito competem atualmente na categoria.